# Monocultivo

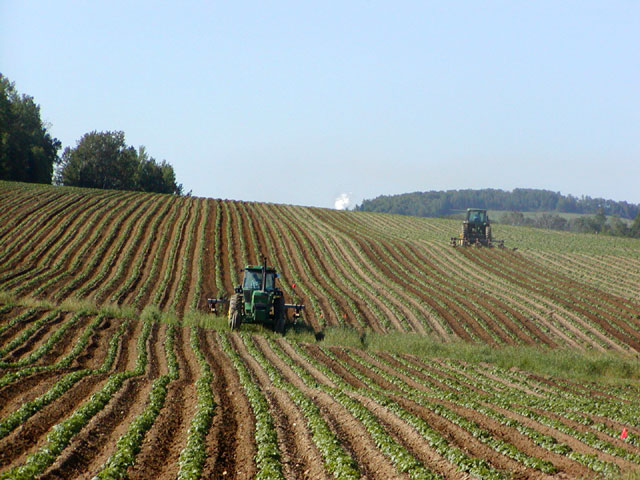
Tractores en una plantación de papa.

Un monocultivo es una  plantación de gran extensión de una única especie. Generalmente se utilizan los mismos métodos de cultivo para toda la plantación (control de pestes, fertilización y alta estandarización de la producción), lo que hace más eficiente la producción a gran escala, pero acorta la vida útil del terreno. Casos frecuentes de monocultivo se dan con las grandes plantaciones de cereal, soja, algodón, maíz, trigo y caña de azúcar, o con el eucalipto, pino, en el caso de árboles. El monocultivo produce la degradación del suelo debido a que estos productos solo absorben los nutrientes que consideran necesarios para su crecimiento, haciendo que el suelo pierda la fertilidad al terminarse uno o más de sus nutrientes.

## Ventajas del monocultivo
- Puede alcanzar en poco tiempo la producción masiva de productos agrícolas, sobre todo de cultivos de alimentos básicos, que tienen que producirse en grandes cantidades y alcanzar precios bajos por volumen o peso (cereales, alimentos básicos en general).
- Es muy apropiado en las áreas de escasa cantidad de mano de obra,[¿cuál?] ya que los monocultivos llegan a ocupar grandes extensiones pero con muy pocos trabajadores por unidad de superficie. Se trata de un proceso que va sustituyendo la mano de obra, que disminuye por una creciente utilización de maquinaria y técnicas modernas, es decir, la sustitución en el proceso productivo del factor trabajo por el factor capital.
- El monocultivo es el típico ejemplo de la economía de escala, en el que se alcanzan precios bajos del producto cosechado gracias a la racionalización de la producción.

## Desventajas
- La diversidad natural del lugar se considera maleza y se destruye para favorecer la uniformidad. En el caso de la explotación forestal, por ejemplo, prevalece el criterio de conseguir, al mínimo costo y en el menor tiempo posible, la mayor cantidad de madera comercializable, lo que resulta mejor y más rentable, a corto y mediano plazo, con la uniformidad del monocultivo.[1]
- Al no diversificarse lo cultivado, puede haber una rápida dispersión de enfermedades y es posible que aparezcan las plagas; cuando el cultivo es uniforme, es más susceptible a elementos patógenos. Como contrapartida, también el control de enfermedades es más fácil de realizar.
- Otra desventaja de la falta de diversidad de los cultivos, especialmente en áreas muy extensas, es que las especies que antes habitaban la zona no encuentran alimento ni protección e incluso no pueden reproducirse. Por otro lado, algunos insectos encuentran alimento constante, pocos predadores y se reproducen intensamente, con lo cual se convierten en plagas. Y se hace necesaria la utilización de plaguicidas para reducir sus poblaciones. Estos plaguicidas tienen una acción rápida y uniforme, de fácil aplicación y relativa larga vida activa, pero acarrean efectos inesperados, como el resurgimiento de otras plagas, lo que produce un aumento en la necesidad del químico, que también genera una resistencia en la plaga y otros insectos, cambios en la flora de malezas, toxicidad de los organismos vivientes y contaminación al medioambiente. Esto también ocurre con los fungicidas.[2]
- El suelo sufre un desgaste de los nutrientes y a la larga tiende hacia la erosión y desertificación. Esto se debe a que en muchos cultivos se retira la planta completa, y así se interrumpe el proceso natural de reciclaje del suelo. El suelo se empobrece y pierde productividad por lo cual es necesario la adición de fertilizantes.
- No se puede cultivar en tierras con relieve irregular que requiera del empleo de parcelas de pequeño tamaño.
- Los monocultivos suelen ser muy vulnerables, tanto a los problemas físicos como históricos, por lo que en muchas ocasiones, conviene llegar a una especie de diversificación controlada de los cultivos
- En caso de sequía en el producto sembrado, se incurre en grandes pérdidas potenciales, haciendo que los agricultores carezcan de más productos para vender.

### Algunos ejemplos de monocultivos agresivos con el medio ambiente
- Monocultivo de palma africana aceitera[3]
- Monocultivo de caña de azúcar[4]
- Monocultivos de pinos[5]
- Monocultivos de soja[6]
- Monocultivos de eucalipto
- Monocultivos de aguacate.
- Monocultivos de papa

## Monocultivo en la cultura popular

### En el cine
- Besa el suelo
- The Plow That Broke the Plains
- Monocultura: La expansión de los monocultivos en América latina[7]
- Cosechas amargas. Los monocultivos del hambre

## Alternativas al monocultivo

### Cultivos combinados o policultivos

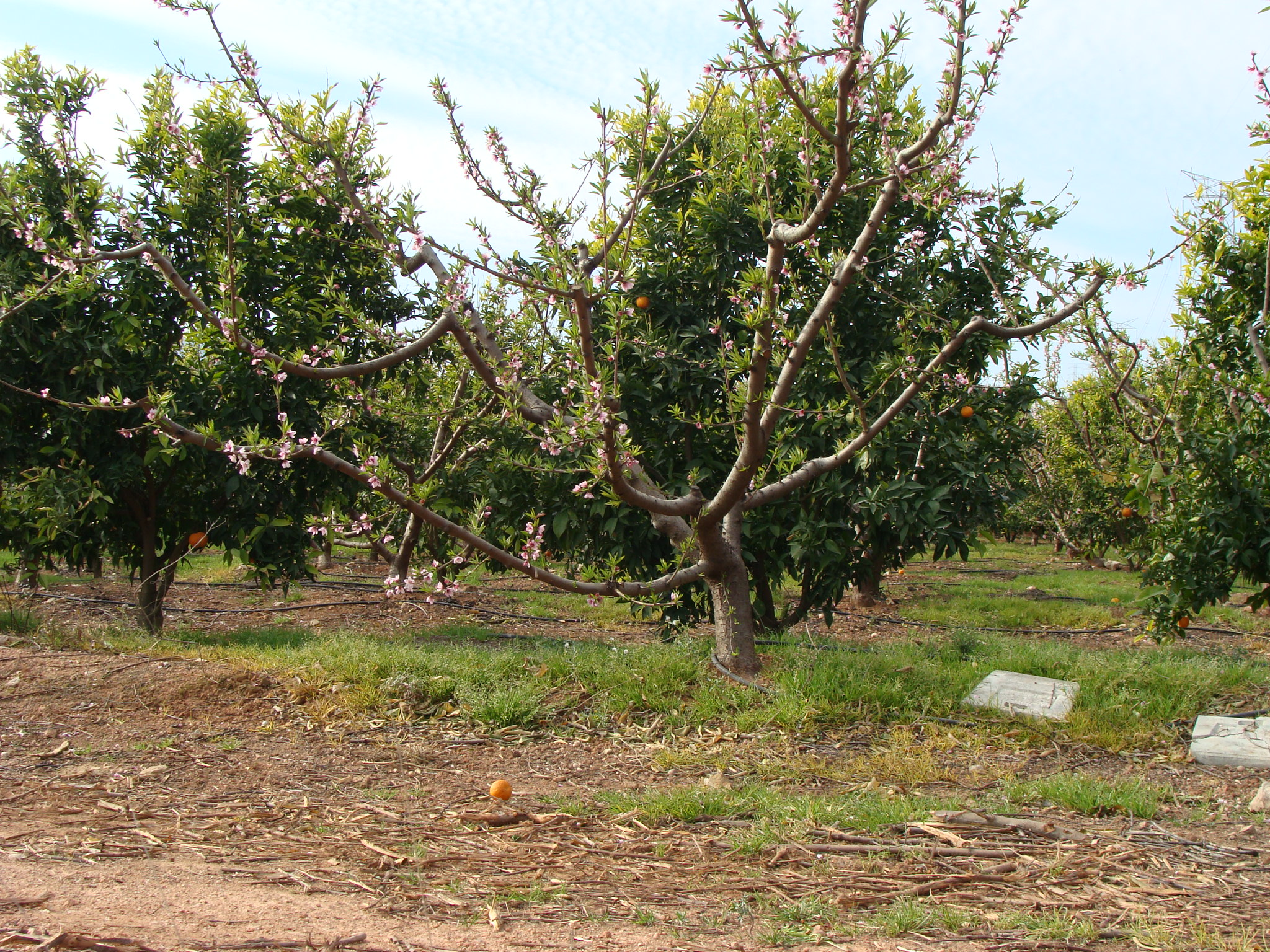
Combinación de árboles frutales (naranjos y melocotoneros) en una misma parcela, en el término municipal de Catadau, (provincia de Valencia) con el fin de limitar algunos de los problemas del monocultivo

El policultivo o policultura es aquel tipo de agricultura que usa diferentes cultivos en el mismo suelo, imitando hasta cierto punto la diversidad de los ecosistemas naturales de plantas herbáceas, y evitando las grandes cargas sobre el suelo agrícola de los cultivos únicos, o monocultivos. Incluye la rotación de cultivos, asociación de cultivos, cultivos múltiples, y cultivo en callejones. El policultivo es uno de los principios de la permacultura.
El policultivo, aunque requiere a menudo más trabajo, tiene varias ventajas sobre el monocultivo: La diversidad de cultivos ayuda a evitar la susceptibilidad que los monocultivos tienen a las plagas. Por ejemplo, un estudio en China divulgado en Nature demostró que si se plantaban varias variedades de arroz en los mismos campos las producciones crecían  por 89%, en gran parte debido a una disminución dramática (del 94%) de la incidencia de plagas, lo cual hizo que los plaguicidas no fueran necesarios.

### Agricultura regenerativa
La agricultura regenerativa consiste en un conjunto de prácticas orgánicas agrícolas y de pastoreo que revierten el cambio climático al regenerar la materia orgánica del suelo y restaurar la biodiversidad del suelo degradado, lo que se traduce tanto en un aumento de la captura de dióxido de carbono como en una mejora del ciclo del agua. Entre otros beneficios, amplia los servicios ecosistémicos, aumenta la resiliencia al cambio climático, y fortalece la salud y vitalidad de las tierras agrícolas.
La agricultura regenerativa promueve la cría en un mismo espacio de varias especies animales y vegetales que interactúan entre sí de forma simbiótica, asegurando un equilibrio sostenible y la regeneración y enriquecimiento del suelo.
La agricultura regenerativa en jardines y pequeñas granjas se basa a menudo en filosofías como permacultura, agroecología, agroforestería, ecología de restauración, diseño Keyline, y administración holística. Las grandes explotaciones agrícolas tienden cada vez más a utilizar también estas técnicas y utilizan a menudo la siembra directa o labranza cero.[cita requerida]
En la agricultura regenerativa, la cosecha tendría que aumentar con el tiempo. Conforme aumenta la profundidad del suelo superior,  la producción puede aumentar y se requieren menos entradas de compost externo. La producción real es dependiente del valor nutritivo de los materiales de compostaje y la estructura y contenido del suelo.